# HQS-101 (ソナー)
対潜飛行艇用ソーナーHQS-101は、技術研究本部で開発された吊下式ソナー。哨戒飛行艇（PS-1）に搭載された。製作者は沖電気工業。

## 来歴
1950年代、潜水艦の水中行動能力の増大に伴って、従来の対潜哨戒機が主たる捜索手段としていた電波関係機器によって探知を得る機会は次第に減少し、水中音響機器に対する依存度は日増しに高くなっていた。航空機が搭載できる水中音響機器としてはソノブイとソナーがあったが、ソノブイがまだ発達途上だった当時はパッシブソナーのほうが期待されていた。しかし、航空機でこれを使用するならヘリコプターが順当ではあるが、当時のヘリコプターはレシプロエンジンを使用しており、振動が激しく搭載量も小さく、吊下式ソナーをコンパクトにまとめる必要があったために低周波化が難しかった。
アメリカ海軍は、飛行艇であればヘリコプターより搭載量が大きく、また着水してソナーを吊り下げればより安定したプラットフォームになると考えて、レイセオンにAN/AQS-6の開発を命じた。1958年にはP5M-2をテストベッドとする洋上試験が行われたものの、本来の搭載機として予定されていたXP6Yの開発が頓挫したことから、こちらの開発試験も終了することになった。
一方、海上自衛隊も同様の構想で対潜飛行艇の開発を検討しており、1958年3月には、これを受けた新明和工業の自社研究の結果が海上幕僚監部及び技術研究本部の関係者に対して説明された。これに応じて開始されたのがPX-S計画（後のPS-1）であり、その中核的なセンサーとなるソナーとして開発されたのが本機である。
日本には航空機用ソナーの開発経験がなかったものの、アメリカ側はPX-S計画を全面的に支援する体制をとっており、上記のAN/AQS-6を含む飛行艇用ソーナーに関する技術資料なども提供された。まず飛行艇用ソナーの方式についての委託研究を経て、昭和36年度から37年度にかけて、2度にわたって受波器の部分試作が行われた。続く38年度には開閉傘方式の受波器群および多線式の吊り下げケーブルの試作が行われ、海中最大150メートルでの機械的強度および発生雑音を検証した。また昭和37年度および39年度には、UF-2およびUF-XSを用いて着水状態での海中放射雑音の測定を行い、設計の資料とした。
昭和39年度から42年度にかけて2基の試作機が製作され、まず艦船に搭載しての技術試験によってソナー単体の性能確認が行われた。続いて昭和43・44年度に試作飛行艇PX-Sに装備して、機体との適合性・操作性を確認するとともに探知試験等が行われた。昭和45年、対潜飛行艇用ソーナーHQS-101として長官承認を受けた。またその後も順次に改良が重ねられており、昭和52年度からはHQS-101Cとして装備されている。

## 設計
基本設計の時点では大型パッシブソナーとして構想されていたが、上記の経緯によりアメリカからの技術資料の提供が実現したことで、AN/AQS-6を参考に小型化してジェジベル記録装置での解析に対応するなど機能を追加したものとなり、1964年8月に基本要目の改訂が行われた。開発当時、固定翼航空機用のソナー部品は日本国内には皆無であったが、最終的には、数種の部品を除いて国産品で完成されており、以後の電子機器開発への波及効果も大きかった。主な構成要素は下記の通りである。
- 送受波部 - アクティブの発振機が収容された送波部のうえが受波部で、ハイドロフォンが収納されたフレームは24本あり、モーターで開傘させて使用する[6]。重量 約500キログラム、高さ3メートル×直径0.6メートル（艇体収納時; 海中開傘時は1.3メートル）[1]。
- 吊下ケーブル - 屈曲のよい多線式（50本）を採用しており、重量 約130キログラム、長さ180メートル×直径23ミリメートル[1]。送受波部を水温躍層の下まで投入する可変深度ソナーとしての性格もあり、捜索深度は50–500フィート (15–152 m)の範囲で任意に選択できた[7]。また開傘機構が故障して閉傘できなくなった場合や緊急離水の場合にケーブルを切断するギロチンカッターも取り付けられている[6]。
- 巻上機 - 重量 約400キログラム。油圧式で、ケーブルの破断力を低減するための緩衝装置を有している。送受波部を各1分程度で吊下げ・吊上げ可能である[1]
- 電子機器および指示器 - 重量 約400キログラム。小型化のため、送信管を除いてトランジスタを用いてソリッド・ステート化されている[1]

送受波器は、5キロヘルツ前後に数チャネルのアクティブ周波数を備えており、僚機・僚艦との干渉を防止して使い分けられるようになっている。またパッシブモードでは、HQS-101では3－6キロヘルツ、HQS-101B/Cは1－6キロヘルツあたりの聴音を行って記録していたほか、ジェジベル記録装置で処理する場合は10－300ヘルツあるいは600ヘルツまでの周波数を対象とした。
上記の通り、本機をパッシブモードで使用して得られた音響信号は、LOFARブイから得られた音響信号とともにジェジベル記録装置に入力して、音響信号処理を行うことができた。またHQS-101Cでは信号処理がデジタル化されたほか、飛行中に投下したBTブイから得られる垂直海水温情報の処理や、アクティブソノブイ（ピンガー）から受信した音響信号の処理も行うことができた。

## 運用史
上記の通り、本機は順次に改良を受けて、複数のバージョンが生じている。PS-1試作1・2号機はHQS-101X、先行生産型3・4号機はHQS-101、量産機の5－22号機まではHQS-101B、23号機はHQS-101Cを装備していた。
本機はもともとパッシブモードでの捜索が期待されていたものの、実際には電源確保用エンジンや補助動力装置（APU）の機内騒音のために期待の探知能力を発揮できず、アクティブモードで使うことが多かった。またPS-1は従来の飛行艇より過酷な条件でも離着水可能とはいえ、日本周辺海域での年間着水可能率は約64パーセントに留まったほか、夜間の離着水にも対応できないため、本機を使うための着水を行いえない状況も多かった。また水中で高速を維持できる原子力潜水艦はすぐにソナーの探知可能範囲から出てしまうため、これを追って送受波器を移動させる必要があったが、ヘリコプターであれば送受波器を揚収すれば直ちに移動を開始できるのに対し、飛行艇の場合は離着水に手間がかかり、追尾を維持するのが困難になっていった。
これらの制約を踏まえて、ソノブイの技術・戦術が発達するとともに、飛行艇による浅海面でのソナー捜索の優位性は失われていった。PS-1はもともと、本機がなくともP-2Jに匹敵する対潜装備を備えていたことから、着水して本機を使うよりは、これらを使った対潜哨戒任務が主体となっていき、本機は撤去こそされなかったが、PS-1の就役末期にはほぼデッドウェイトとなっていた。